# Тобоали
Тобоали — город в Индонезии, в провинции Банка-Белитунг, в округе Южная Банка. Является административным центром округа. Население — 65 138 чел. (2011).
Тобоали был начальным и конечным пунктом одного из путешествий французского исследователя и писателя Бернара Муатесье.

## География и климат
Тобоали расположен на юго-западе острова Банка, на берегу пролива Банка. Рельеф местности плоский.
Климат в Тобоали очень тёплый и влажный. Среднее значение давления воздуха в год — 1009,4 мбр. Среднегодовая температура — +27 °C. Влажность воздуха — 82,8 %. Количество осадков в месяц — 287 мм.

## Административное деление
В состав кечаматана (района) входит ряд населённых пунктов:
- Риас
- Теладан
- Танджункетапан
- Тобоали
- Кепох
- Риндик
- Капосан
- Гадун
- Бикан
- Джериджи
- Сердан

## Население
Численность населения Тобоали в 2010 г. составляла 65 138 человек (в 2008 г. — 54 799, в 2009 — 55 592, прирост в 2010 по сравнению с 2009 — свыше 17 %). Плотность населения — 45 чел./км². Коэффициент соотношения полов — 1,06, то есть, мужчин больше, чем женщин, что в целом свойственно для всей Индонезии.

## Экономика
Основу местной экономики составляет аграрный сектор. В окрестностях города выращивают рис (4585 т в 2010 г.), кукурузу (235,5 т), маниок (1848 т) и арахис (47,15 т). Также выращивают перец (505 т в 2010 г.) и производят резину из местного каучука (671 т).
Ещё одним важным компонентом местной экономики является горно-добывающая промышленность, хотя её значение в последние годы падает: если в 2008 г. было добыто 3683 т оловянной руды, то в 2010 г. — уже только 1165 т.
Доступ к электроэнергии имеет только 28,37 % домохозяйств (2010 г.).
Общая протяжённость дорог — 230 км, из них 75 % с твёрдым покрытием.